# 村田喜代子
村田 喜代子（むらた きよこ、1945年4月12日 - ）は、日本の小説家。日本芸術院会員、梅光学院大学文学部客員教授。九州国際大学客員教授。福岡県中間市在住。旧姓は貴田。

## 来歴・人物
福岡県八幡市(現在の北九州市八幡西区）出身。両親の離婚後生まれたため、戸籍上は祖父母が父母となる。市役所のミスで一年早く入学通知が来たため、1951年小学校入学。八幡市立花尾中学校卒業後、鉄工所に就職。1967年結婚し、二女を出産。
1977年「水中の声」で第7回九州芸術祭文学賞最優秀作を受賞。これを境に本格的な執筆活動に入る。1985年からタイプライターによる個人誌『発表』を作成し『文學界』同人雑誌評に送付。『発表』2号（1985年12月）掲載の「熱愛」が同人雑誌推薦作として『文學界』1986年4月号に転載され、第95回芥川賞候補となる（該当作なし）。続いて「盟友」（『文學界』1986年9月号） が第96回芥川賞候補となる（該当作なし）。1987年、「鍋の中」（『文學界』5月号）で第97回芥川賞を受賞した。 
1991年に黒澤明が「鍋の中」を『八月の狂詩曲』として映画化した際には不満で、「ラストで許そう黒澤明」を『別冊文藝春秋』同年夏号に寄稿した。
やや怪奇味を帯びた作風だが、『龍秘御天歌』（1998年）ではリアリズムに転じた。
『百年佳約』（2003年『西日本新聞』に連載）の挿絵を担当したスペイン在住の画家堀越千秋とは親友。
2017年、日本芸術院会員に選ばれる。
2018年現在、川端康成文学賞、紫式部文学賞選考委員。
物心がつく前から吃音があり、成人後も治っていない。子どもの頃は悩んだが、社会人になってからはたいして気にならなくなったという。

## 受賞・栄典
- 1977年 「水中の声」で第7回九州芸術祭文学賞最優秀作。
- 1987年「鍋の中」で第97回芥川龍之介賞。
- 1990年『白い山』で第29回女流文学賞。
- 1992年『真夜中の自転車』で第20回平林たい子文学賞。
- 1997年『蟹女』で第7回紫式部文学賞。
- 1998年「望潮」で第25回川端康成文学賞。
- 1999年『龍秘御天歌』で第49回芸術選奨文部大臣賞。
- 2007年 春の褒章で紫綬褒章を受章。
- 2010年『故郷のわが家』で第63回野間文芸賞[2]。
- 2014年『ゆうじょこう』で第65回読売文学賞[3]。
- 2016年 春の叙勲で旭日小綬章を受章[4]。
- 2019年 『飛族』で第55回谷崎潤一郎賞。
- 2021年 『姉の島』で第49回泉鏡花文学賞。

## 著作
- 『鍋の中』文藝春秋 1987 のち文庫 
  - 「鍋の中」「水中の声」「熱愛」「盟友」収録。
- 『ルームメイト』文藝春秋 1989
- 『白い山』文藝春秋 1990
- 『真夜中の自転車』文藝春秋 1991
- 『耳納山交歓』講談社 1991
- 『目玉の散歩 随筆集』文藝春秋 1991
- 『慶応わっふる日記』潮出版社 1992
- 『花野』講談社 1993
- 『台所半球より』講談社 1993
- 『蕨野行（わらびのこう）』文藝春秋 1994 のち文庫
  - 2003年の映画『わらびのこう-蕨野行』（恩地日出夫監督）の原作。
- 『12のトイレ』新潮社 1995
- 『硫黄谷心中』講談社 1996
- 『蟹女』文藝春秋 1996
- 『お化けだぞう』潮出版社 1997
- 『異界飛行』講談社 1998
- 『龍秘御天歌（りゅうひぎょてんか）』文藝春秋 1998 のち文庫
  - 2005年上演の日韓交流ミュージカル『百婆（ひゃくば）』（わらび座）の原作。
- 『望潮』文藝春秋 1998
- 『ワニを抱く夜』葦書房 1999
- 『X電車にのって』葦書房 1999
- 『名文を書かない文章講座』葦書房 2000 のち朝日文庫
- 『夜のヴィーナス』新潮社 2000
- 『人が見たら蛙に化（な）れ』朝日新聞社 2001 のち文庫
  - 2000年8月22日から2001年6月10日まで「朝日新聞」朝刊に連載。
- 『雲南の妻』講談社 2002
  - 2002年2月号から9月号まで「群像」に連載。
- 『百年佳約（ひゃくねんかやく）』講談社 2004
  - 2003年「西日本新聞」に連載。『龍秘御天歌』の続編。
- 『尻尾のある星座』朝日新聞社 2005
- 『鯉浄土』講談社 2006
- 『八つの小鍋 村田喜代子傑作短篇集』文春文庫 2007
- 『あなたと共に逝きましょう』朝日新聞出版 2009 のち文庫
- 『ドンナ・マサヨの悪魔』文藝春秋 2009
- 『偏愛ムラタ美術館』平凡社 2009
- 『故郷のわが家』新潮社 2010
- 『この世ランドの眺め』弦書房 2011
- 『縦横無尽の文章レッスン』朝日新聞出版 2011 のち文庫
- 『偏愛ムラタ美術館 発掘篇』平凡社 2012
- 『もりへぞろぞろ』近藤薫美子絵 偕成社 2012
- 『光線』文藝春秋 2012 のち文庫
- 『ゆうじょこう』新潮社 2013 のち文庫
- 『屋根屋』講談社 2014
- 『八幡炎炎記』平凡社 2015
- 『焼野まで』朝日新聞出版 2016
- 『人の樹』潮出版社 2017
- 『火環（ひのわ） 八幡炎炎記 完結編』平凡社 2018
- 『エリザベスの友達』新潮社 2018
- 『飛族』文藝春秋 2019
- 『姉の島』朝日新聞出版 2021
- 『耳の叔母』書肆侃侃房 2022
- 『村田喜代子の本よみ講座』中央公論社　2023
- 『新古事記』講談社　2023
- 『存在を抱く』藤原書店　2023　木下晋との対談
- 『美土里倶楽部』中央公論新社　2025